# Xe lăn

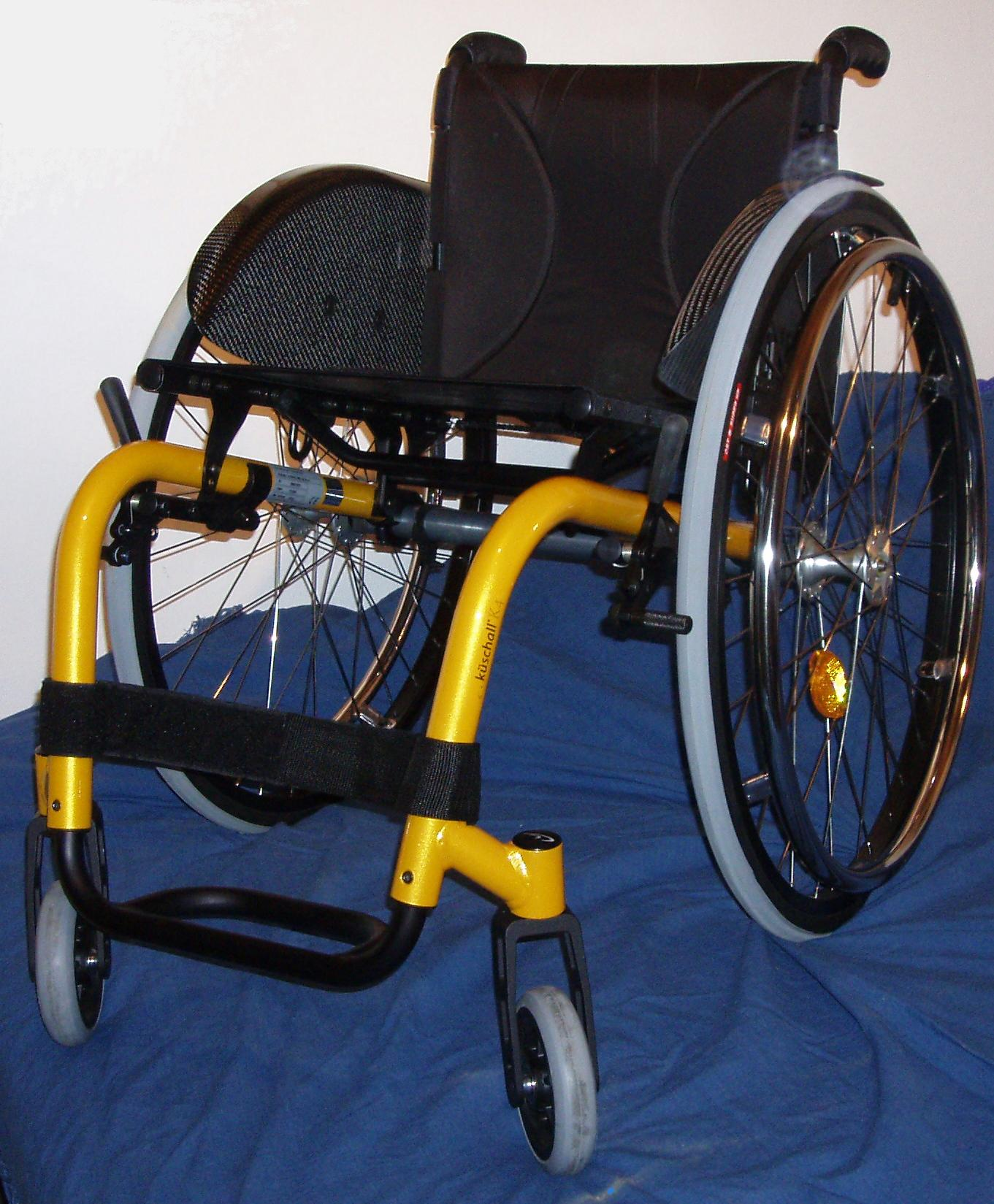
Xe lăn tay nhẹ hiện đại

Xe lăn là một chiếc ghế có bánh xe, được sử dụng khi không thể đi bộ hoặc không thể vận động do bệnh tật, chấn thương hoặc khuyết tật. Xe lăn có nhiều định dạng khác nhau để đáp ứng nhu cầu cụ thể của người dùng. Chúng có thể bao gồm thích ứng chỗ ngồi chuyên biệt, người ngồi điều khiển được và có thể thay đổi mang tính đặc thù cho các hoạt động cụ thể, chẳng hạn như xe lăn thể thao và xe lăn bãi biển. Sự khác biệt được công nhận rộng rãi nhất là giữa xe lăn có trợ lực ("xe điện"), trong đó lực đẩy được pin và động cơ điện cung cấp, và xe lăn đẩy bằng tay, trong đó lực đẩy do người sử dụng/người ngồi xe lăn đẩy xe lăn bằng tay (" tự đẩy"), hoặc do một người phục vụ đẩy từ phía sau ("có người đẩy").

## Lịch sử

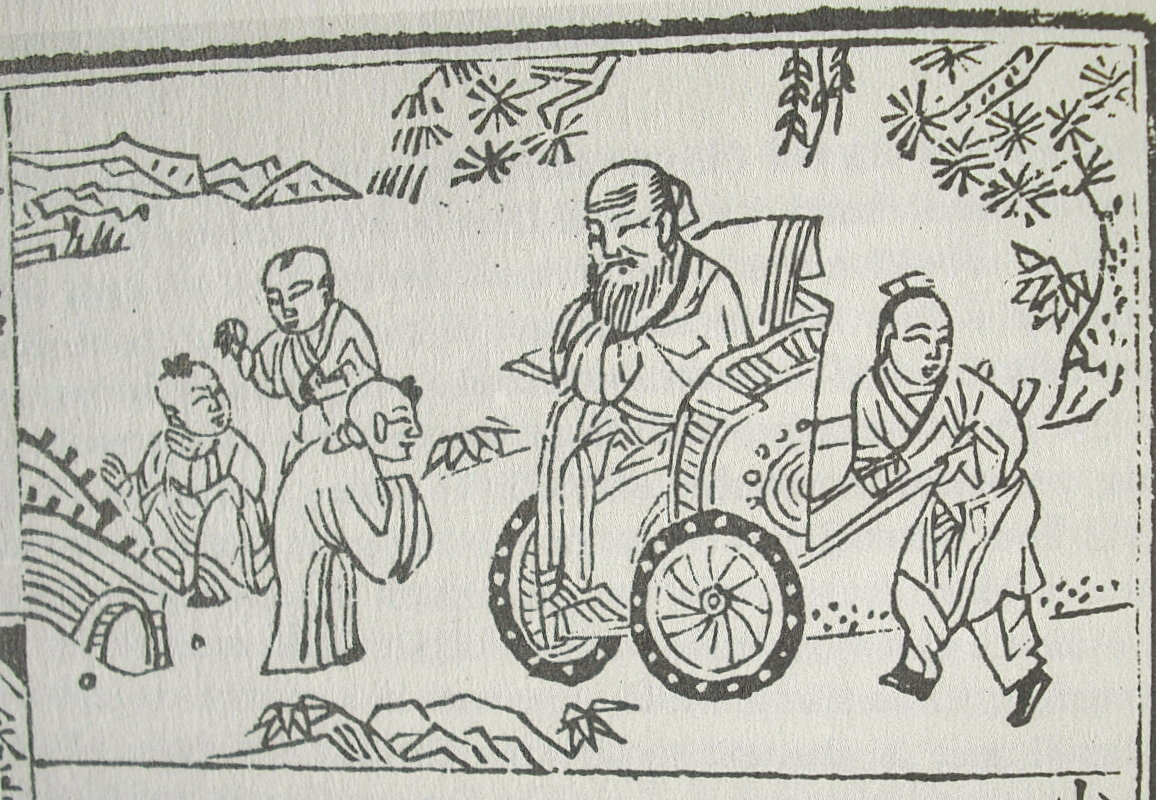
Tranh vẽ nhà triết học Trung Quốc Khổng Tử trên chiếc xe lăn, vẽ khoảng năm 1680. Các nghệ sĩ có thể đã nghĩ về các phương pháp vận chuyển phổ biến trong thời đại đó.

Những ghi chép sớm nhất về đồ nội thất có bánh xe là một dòng chữ được tìm thấy trên một phiến đá ở Trung Quốc và một chiếc giường trẻ em được vẽ trong một bức tranh trên chiếc bình Hy Lạp, cả hai có niên đại từ thế kỷ thứ 6 đến thế kỷ thứ 5 TCN.  Những ghi chép đầu tiên về những chiếc ghế có bánh xe được sử dụng để vận chuyển người khuyết tật có niên đại đến ba thế kỷ sau tại Trung Quốc; Người Trung Quốc đã sử dụng xe cút kít thô sơ để di chuyển người cũng như các vật nặng. Không có sự khác biệt nào giữa hai chức năng được ghi lại trong vài trăm năm nữa, cho đến khoảng năm 525 CE, khi hình ảnh những chiếc ghế có bánh xe được làm đặc biệt để chở người bắt đầu xuất hiện trong nghệ thuật Trung Quốc.
Mặc dù người châu Âu cuối cùng đã phát triển một thiết kế tương tự, phương pháp vận chuyển này chỉ được sử dụng vào năm 1595  khi một nhà phát minh vô danh đến từ Tây Ban Nha chế tạo một chiếc xe cho vua Phillip II. Mặc dù nó là một chiếc ghế phức tạp có cả tay vịn và gác chân, thiết kế vẫn còn thiếu sót vì nó không có cơ chế đẩy hiệu quả và do đó, cần có người hỗ trợ để đẩy nó. Điều này làm cho nó trở thành thiết kế của một chiếc ghế bành hiện đại hoặc di động dành cho người giàu hơn là một chiếc xe lăn hiện đại cho người khuyết tật.
Vào năm 1655, Stephan Farffler, một thợ sửa đồng hồ 22 tuổi, đã chế tạo chiếc ghế tự hành đầu tiên trên thế giới trên khung gầm ba bánh bằng cách sử dụng hệ thống trục và bánh răng. Tuy nhiên, thiết bị này có hình dáng của một chiếc xe đạp tay hơn là một chiếc xe lăn vì thiết kế bao gồm các tay quay được gắn ở bánh trước.
Thùng xe hoặc ghế Bath không chính thức đã đưa công nghệ này vào sử dụng phổ biến hơn từ khoảng năm 1760.